# Syed Ameer Ali
Syed Ameer Ali (né le 6 avril 1849 à Mohan et mort le 3 août 1928 dans le Sussex) est un juriste, homme politique et historien indo-britannique originaire de l’État d’Oudh. Il joue un rôle de dirigeant au sein d'organisation défendant les droits des musulmans au sein de l'administration coloniale et écrit de nombreux ouvrages influents sur l'histoire musulmane et le développement moderne de l'islam. Il est reconnu pour ses contributions au droit indien, en particulier le droit privé musulman, et au développement de la philosophie politique dans une perspective musulmane.

## Jeunesse et études
Il naît le 6 avril 1849, à la fin l'empire moghol, à Cuttack, dans l'Orissa. Il est le quatrième des cinq fils de Syed Saadat AliLa famille déménage à Calcutta, puis s'installe à Chinsura. Les enfants intrègrent le système scolaire créé par le gouvernement colonial mais par ailleurs rejeté par la majorité de la communauté musulmane. Avec l'aide de ses professeurs britanniques et de plusieurs bourses d'études, il obtint d'excellents résultats aux examens. Diplômé de l'Université de Calcutta en 1867, il obtient une maîtrise avec une spécialisation en histoire en 1868. Le titre de Bachelor of laws suit peu après, en 1869. Il commence à exercer le métier de juriste à Calcutta, fait rare au sein des musulmans de sa générations.

## Un homme de droit
Après avoir s'être installé à Londres, où il séjourne entre 1869 et 1873, il rejoint Inner Temple, une association professionnelle d'avocats et de juges, et se nourrit de l'influence du libéralisme contemporain. Il noue des contacts avec les administrateurs de l'Inde et les libéraux anglais tels que John Bright et les époux Henry et Millicent Fawcett. 
Syed Ameer Ali reprend ses fonctions à la Haute Cour de Calcutta à son retour en Inde en 1873. L'année suivante, il devient fellow de l'Université de Calcutta et conférencier en droit islamique au Presidency College de la même ville. En 1878, il devient membre du Conseil législatif du Bengale, professeur de droit à l'Université de Calcutta en 1881,  membre du conseil du gouverneur général en 1883 et juge à la Haute Cour de Calcutta en 1890. 
Il se retire de la Haute Cour du Bengale en 1904 et retourne en Angleterre avec son épouse anglaise, Isabelle Ida Konstam. 
En 1909, il est le premier Indien à être nommé au Comité judiciaire du Conseil privé. Reconnu comme un juriste et érudit islamique renommé, il meurt le 4 août 1928 à Sussex avant d'être enterré au cimetière de Brookwood.

## Engagement islamique
Parallèlement à sa carrière professionnelle, Syed Ameer Ali se remarque par son implication dans l'organisation de la communauté musulmane. Convaincu que les efforts d'une association sont plus efficaces que l'action d'un dirigeant, il fonde la Central National Muhammedan Association en 1877. Née à Calcutta, elle s'étend progressivement à l'ensemble du pays avec 34 succursales, de Madras à Karachi. 
L'association joue un rôle important dans la modernisation de l'islam et dans leur conscientisation politique. Il y travaille pendant 25 ans, prenant la défense des droits politiques des musulmans. Syed Ameer Ali fonde la Ligue musulmane de Londres en 1908, indépendante de la Ligue musulmane implantée dans le Raj britannique . 
En 1910, il est nommé à la tête d'un comité pour construire la première mosquée de Londres, participant à la création du London Mosque Fund, aux côtés d'un groupe de  musulmans britanniques   L'édifice est cependant financé et construit bien plus tard. Son champ d'activité s'élargit et il prend la défense des musulmans dans le monde entier, jouant un rôle important dans la promotion du mouvement Califat.

## Opinions personnelles et politiques
Syed Ameer Ali estime qu'il est préférable pour la communauté musulmane de son pays de rester loyale aux Britanniques. Il encourage la vulgarisation de l'éducation anglaise auprès de ses coreligionnaires. Cette perception s'inscrit dans le sillage du mouvement d'Aligarh, un courant musulman réformateur. Syed Ameer Ali a contribué à écrire une histoire de l'islam sous un angle favorable dans un contexte hostile après l’effondrement de l'empire moghol. Il s'efforce de montrer le caractère rationnel de la foi islamique.

## Ouvrages
- A Critical Examination of the Life and Teachings of Mohammed (1873)
- The Personal Law of Muhammedans (1880)
- The Spirit of Islam (1891)
- Ethics of Islam (1893)
- A Short History of Saracens (1899)
- Islam (1906)
- The Legal Position of Women in Islam (1912)